# Pourim katan
Pour les articles homonymes, voir Katan.
Pourim katan (hébreu : פורים קטן « petit Pourim ») et Chouchan Pourim katan (hébreu : שושן פורים קטן « petit Pourim de Suse ») sont deux festivités juives mineures, d’institution rabbinique.
Observées les quatorzième et quinzième jours du premier mois d’Adar lors des années embolismiques du calendrier juif, ces dates sont marquées par quelques coutumes de joie, dont l’omission du tahanoun et la tenue d’un festin. Elles ont généralement lieu au cours du mois de février dans le calendrier grégorien.

## Pourim katanetChouchan Pourim katandans les sources juives

### Dans la Mishna et les Talmuds
Pourim katan et Chouchan Pourim katan sont nés des contingences relatives au calendrier hébraïque, qui doit occasionnellement insérer un second mois d’adar afin que la fête de Pessa'h soit célébrée au printemps (cette intercalation se produit sept fois au cours d'un cycle de dix-neuf ans afin que le calendrier hébraïque, lunaire à l'origine, puisse coïncider avec le calendrier solaire). 
Interrogés sur les pratiques à tenir les quatorzième et quinzième jours de ce second mois d’adar, les Sages, voulant « rattacher la délivrance de Mardochée à celle de Moïse, », décrètent que c'est en cette date que doivent être respectées les observances particulières à la fête de Pourim, soit la lecture du rouleau d’Esther, les dons aux pauvres (he), l'envoi de colis alimentaires entre amis (en) et un festin joyeux. Ils tirent en outre du verset prescrivant la lecture du Livre d'Esther « chaque année » qu’elle ne doit avoir lieu qu’une fois par an. De même, les dons aux pauvres ne se font qu’au second mois. Cependant, les rabbins élaborant sur cette clause, en concluent que, si les quatorzième et quinzième jours du premier mois d’adar ne peuvent donner lieu à des manifestations positives de joie (dons aux pauvres, envois de colis alimentaires entre amis) afin de conserver tout leur panache aux quatorzième et quinzième jours du second mois, ils convient de leur conserver une certaine atmosphère, en interdisant comme au second mois diverses manifestations de tristesse (jeûne, oraison funèbre…).

### Dans la littérature ultérieure
Les autorités médiévales traduisent les injonctions de leurs prédécesseurs de l’ère talmudique en préconisant l’omission de passages liturgiques austères dont le Tahanoun (« office de supplications ») ; Moïse Maïmonide étend cette prescription aux deux jours de la fête mineure tandis que Jacob ben Asher la limite au jour correspondant à celui de la lecture du rouleau d’Esther lors du second mois d’adar (soit le 15 adar pour les villes ceintes de muraille à l'époque de Josué, le 14 pour les villes qui ne l'étaient pas et les deux jours pour les cas douteux comme Tibériade). Les usages varient également dans les communautés ashkénazes sur l’omission du psaume 20, sur la récitation du tzidkatekha lors de l’office de min'ha du treize adar et sur d'autres points.
Les avis sont également partagés sur l’interdiction des oraisons funèbres et des jeûnes en ces jours : Joseph Caro, après les avoir autorisés dans le Beit Yossef en se conformant à l'opinion de Jacob ben Asher, décide de les interdire dans le Choulhan Aroukh en signalant l'existence d'opinions plus clémentes. Moïse Isserlès, auteur du complément ashkénaze au Choulhan Aroukh, les interdit également mais divers commentaires témoignent de la persistance du débat sur la question jusqu’au XIXe siècle au moins.
Par ailleurs, diverses autorités dont Jacob Möllin signalent la coutume de festoyer joyeusement en ce jour comme on le ferait à Pourim ; cet usage aurait été attesté au XIIe siècle chez le tossaphiste Yehiel de Paris et Jacob ben Asher le rapporte également au nom d’Isaac Alfassi (qui ne le fait cependant que le quatorze adar). Toutefois, Moïse Isserlès les récuse, écrivant qu’on veillera seulement à mieux manger en ce jour qu’à l’ordinaire. Les maîtres du hassidisme, si prompts à fêter Chouchan Pourim avec autant d’ardeur que Pourim, s’en tiennent à cette décision, peut-être parce qu’Isaac Louria n’évoque pas Pourim katan dans ses enseignements. Les rabbins ont également débattu s’il fallait tenir ce festin pendant un jour ou deux et s’il ne devait pas, malgré la décision du Choulhan Aroukh, s’accompagner d’envoi de colis alimentaires aux amis (en) et de dons aux pauvres (he) car ceux-ci doivent, selon Maïmonide, primer sur le festin.

## Observance dePourim katanetChouchan Pourim katan

### Statut
Les quatorzième et quinzième jours du premier mois d’Adar sont « aussi des jours de festin et de joie » et leur caractère providentiel est le même que celui de Pourim. Le jour est cependant plus librement ouvré et les prescriptions propres à Pourim, dont la lecture du rouleau d’Esther, n’ont pas cours ; il n’y a, par conséquent, pas lieu de réciter la bénédiction sur les miracles lors de l’action de grâce qui suit ces repas ni lors des prières quotidiennes mais on n’interrompt pas l’officiant ou l’orant qui aurait commencé à les réciter par erreur.

### Festin
Il est d’usage de manger plus abondamment à Pourim katan et/ou à Chouchan Pourim katan (les ashkénazes le font au cours des deux jours, tandis que les séfarades ne le font que le jour correspondant à celui de la lecture du rouleau d’Esther au second mois d’Adar) afin de marquer la joie. Ce ou ces repas ne doivent cependant pas prendre l’ampleur du festin de Pourim.

### Deuil et liturgie
Équivalents en caractère mais moins sévèrement observés, Pourim katan et Chouchan Pourim katan ne devraient pas donner lieu à des manifestations de tristesse. Les passages austères de la liturgie, dont le Tahanoun, certains psaumes et, à chabbat, tzidkatekha, sont par conséquent omis à partir de l’office de min'ha du treize Adar.
Cependant, il est permis, dans certains cas, de prononcer une oraison funèbre et d’entamer un jeûne volontaire (pour autant qu’on annonce vouloir jeûner en ces jours précis et non pour une occasion qui a fortuitement lieu lors de ces jours). Enfin, les endeuillés doivent, contrairement à Pourim, respecter tous les rites et lois du deuil.

## Pourim katandans les traditions non-rabbiniques
Les Karaïtes, adeptes d’un courant juif scripturaliste, observent Pourim lors du premier Adar des années embolismiques.
Quant aux Samaritains, qui possèdent eux aussi un calendrier basé sur le cycle métonien, ils ne se basent que sur les six premiers Livres de la Bible, ignorant donc le Livre d’Esther, Pourim et a fortiori Pourim katan.